# Таємниця золотого брегета
«Таємниця золотого брегета» (рос. «Тайна золотого брегета») — радянський двосерійний художній фільм 1988 року, знятий режисером Валерієм Михайловським на Кіностудії ім. М. Горького.

## Сюжет
Дія фільму відбувається під час громадянської війни. Загін червоноармійців потрапляє в засідку, звідки може вибратися тільки хлопчик Ашот. Комісар дає йому відповідальне доручення — перебратися через гірський перевал і передати вартовому золотий брегет із шифруванням. Ашот, здолавши всі небезпеки, з честю виконує завдання. Завдяки йому загін отримує допомогу і виходить з оточення.

## У ролях
- Наталія Дунаєва — Женя Прозорова, онука лікаря, дочка комісара
- Армен Симонян — Ашот
- Анатолій Равикович — Петро Федорович Прозоров, лікар
- Андрій Харитонов — Микола Прозоров, комісар
- Євген Карельських — Мещерський, капітан-білогвардієць, начальник контррозвідки
- Михайло Кокшенов — Захар Чибісов, білий козак
- Володимир Мсрян — Сурен, пастух (озвучив Армен Джигарханян)
- Баадур Цуладзе — перший абрек
- Олександр Іоселіані — другий абрек
- Юрій Вєяліс — Пашков, червоний командир
- Леван Абашидзе — комполка Червоної Армії
- Маргарита Сєрдцева — лікар червоноармійського загону
- Віктор Мамаєв — червоноармієць Бидило
- Вадим Захарченко — господар кози
- Н. Саркісян — епізод
- Олексій Петров — осавул Попов
- Юрій Чернов — Петруха, білий козак
- Михайло Богдасаров — підпоручник Гібарян
- М. Мсхіладзе — епізод
- А. Токшантов — епізод
- Валерій Долженков — козак
- В. Лісевич — епізод
- Олександр Лук'янов — козак
- Анатолій Скорякін — епізод
- Віталій Яковлєв — козак
- Олександр Сажин — козак у шпиталі
- А. Трофімов — епізод
- Андрій Юренєв — епізод
- Валерій Рибін — епізод
- Семен Григор'єв — епізод
- Володимир Севостьяніхін — червоноармієць
- А. Мхітарян — епізод
- Лермонт Мурадян — епізод
- Едуард Гаспарян — епізод
- Аршак Оганян — епізод
- Григорій Давтян — епізод
- Марк Азов — епізод
- Євген Цурко — епізод
- О. Радченко — епізод
- А. Ковальов — епізод
- В. Кудряшов — епізод
- Вадим Фішкін — епізод
- Павло Остроухов — козак

## Знімальна група
- Режисер — Валерій Михайловський
- Сценарист — Олександр Бєляєв
- Оператор — Михайло Роговий
- Композитор — Олександр Журбін
- Художники — Семен Веледницький, Ірина Сапожникова